# محمد عنز
محمد عنز (عربی: محمد عنز؛ زادهٔ ۱۴ مهٔ ۱۹۹۵) بازیکن فوتبال اهل سوریه است.
وی همچنین در تیم‌های ملی فوتبال زیر ۲۳ سال سوریه و سوریه بازی کرده‌است.